# 1886 a jogalkotásban
1886-ban az alábbi jogszabályokat alkották meg:

## Magyarország

### Törvények
- 1886. évi I. törvénycikk Az országgyűlés tartamának meghosszabbitásáról
- 1886. évi II. törvénycikk Az 1886. évben kiállitandó ujoncz- és póttartaléki jutalékok megajánlása tárgyában
- 1886. évi III. törvénycikk A királyi tengerészeti hatóság elhelyezésére szolgáló államépület költségeinek fedezésére szükségelt póthitelekről
- 1886. évi IV. törvénycikk A tömegesen visszatelepülők honositásáról
- 1886. évi V. törvénycikk A szemcsés köthártyalob (trachoma) terjedésének meggátlásáról
- 1886. évi VI. törvénycikk Az 1886. évi állami költségvetésről
- 1886. évi VII. törvénycikk Az 1874:XXXV. tc. módositásáról és kiegészitéséről
- 1886. évi VIII. törvénycikk A főrendiház szervezetének módositásáról szóló 1885. évi VII. törvénycikk 23. szakaszának végrehajtásáról
- 1886. évi IX. törvénycikk A védjegyek kölcsönös védelme iránt Svájczczal 1885. évi junius 22-én kötött egyezmény beczikkelyezéséről
- 1886. évi X. törvénycikk A Siammal 1885. évi január 17-én a szeszes folyadékokkal való kereskedés tárgyában kötött egyezmény beczikkelyezéséről
- 1886. évi XI. törvénycikk A pénzügyi közigazgatási biróságról szóló 1883:XLIII. tc. némely határozatának módositásáról
- 1886. évi XII. törvénycikk Az 1879:XIV. törvénycikkben foglalt "általános postaegyesületi szerződés"-hez a lissaboni posta-congressuson elfogadott "Pótszerződés" beczikkelyezéséről
- 1886. évi XIII. törvénycikk A postai megbizások teljesitésére vonatkozó szolgálatnak szabályozása iránt kötött nemzetközi egyezmény beczikkelyezéséről
- 1886. évi XIV. törvénycikk Az Afrika némely (Kongo) vidékére vonatkozó kérdések szabályozása iránt tartott berlini értekezlet főokmányának beczikkelyezéséről
- 1886. évi XV. törvénycikk A budapesti fővárosi m. kir. államrendőrség részére Budapesten épitendő laktanyáról
- 1886. évi XVI. törvénycikk A közmunka- és közlekedési ministerium részére az 1885. évre szükséges póthitel engedélyezéséről
- 1886. évi XVII. törvénycikk Az 1883. évi közösügyi zárszámadásra alapitott leszámolás szerint Magyarország terhére mutatkozó tartozás fedezéséről
- 1886. évi XVIII. törvénycikk Az 1885. évi közösügyi költségekre a magyar korona országai által pótlólag fizetendő összegekről
- 1886. évi XIX. törvénycikk A mult évekből származó pénztári hiányok fedezéséről
- 1886. évi XX. törvénycikk A népfölkelésről
- 1886. évi XXI. törvénycikk A törvényhatóságokról
- 1886. évi XXII. törvénycikk A községekről
- 1886. évi XXIII. törvénycikk A közigazgatási tisztviselők, a segéd- és kezelő személyzet tagjai elleni fegyelmi eljárásról
- 1886. évi XXIV. törvénycikk A közadók kezeléséről szóló 1883. évi XLIV. törvénycikk Horvát-Szlavonországokra vonatkozó határozatainak módositásáról
- 1886. évi XXV. törvénycikk Az időleges házadómentességi igények bejelentése körül követendő eljárásra vonatkozó szabály módositásáról
- 1886. évi XXVI. törvénycikk A mostár-metkovicsi keskenyvágányú vasutnak Szerajevo felé a Ráma torkolatáig való folytatásáról
- 1886. évi XXVII. törvénycikk Némely országgyülési választókerületeket érintő változásokról és némely választási székhelynek áthelyezéséről
- 1886. évi XXVIII. törvénycikk A m. kir. Curia és a magy. kir. itélő táblák biráinak az igazságügyministeriumban ideiglenes alkalmazhatásáról
- 1886. évi XXIX. törvénycikk A telekkönyvi betétek szerkesztéséről
- 1886. évi XXX. törvénycikk A tengerinek és kölesnek az osztrák-magyar vámterületre - Bulgáriából és Szerbiából - való vámmentes behozataláról
- 1886. évi XXXI. törvénycikk A Fiume és a nyugoti kikötők közt fentartandó rendes gőzhajózási összeköttetésről
- 1886. évi XXXII. törvénycikk A külföldi vasutak üzleteszközeinek lefoglalás alól való mentesitése tárgyában
- 1886. évi XXXIII. törvénycikk Az Egyptom pénzügyei rendezése ügyében, Londonban 1885 márczius 18-án kötött nemzetközi egyezménynek és a Londonban 1885 julius 25-én kelt nemzetközi nyilatkozatnak beczikkelyezéséről
- 1886. évi XXXIV. törvénycikk Az 1870:XVI., továbbá az 1871:XII., az 1880:LXIV. és az 1882:XLIV. tc. módositásáról
- 1886. évi XXXV. törvénycikk Az 1887. év első negyedében viselendő közterhekről és fedezendő állami kiadásokról
- 1886. évi XXXVI. törvénycikk A jelzálog-kölcsönök átváltoztatásánál adandó bélyeg- és illetékkedvezményekről szóló 1881. évi LXX. törvénycikk érvényének meghosszabbitásáról
- 1886. évi XXXVII. törvénycikk A volt magyar és horvát-szlavon határőrvidéki részekben fennálló külön adók megszüntetéséről és az ugyanott még érvényben nem lévő adótörvények életbelépéséről